# معالج القالب

مخطّط يوضّح كلّ العناصر الأساسية وتدفق المعالجة لمحرّك القالب.

معالج القالب (معروف كذلك محرّك القالب) هو برمجية أو مكون برمجية الذي صمّم لجمع قالبا واحدا أو أكثر مع شكل المعطيات لإعطاء وثيقة واحدة أو أكثر كنتيجة.